# Agidel
Aguidel (en ruso: Агиде́ль) es una ciudad ubicada al noroeste de la república de Baskortostán, Rusia, a la orilla del río Bélaya, muy cerca de la desembocadura de este en el río Kama, uno de los principales afluentes del Volga. Su población en el año 2010 era de 16 370 habitantes.

## Historia

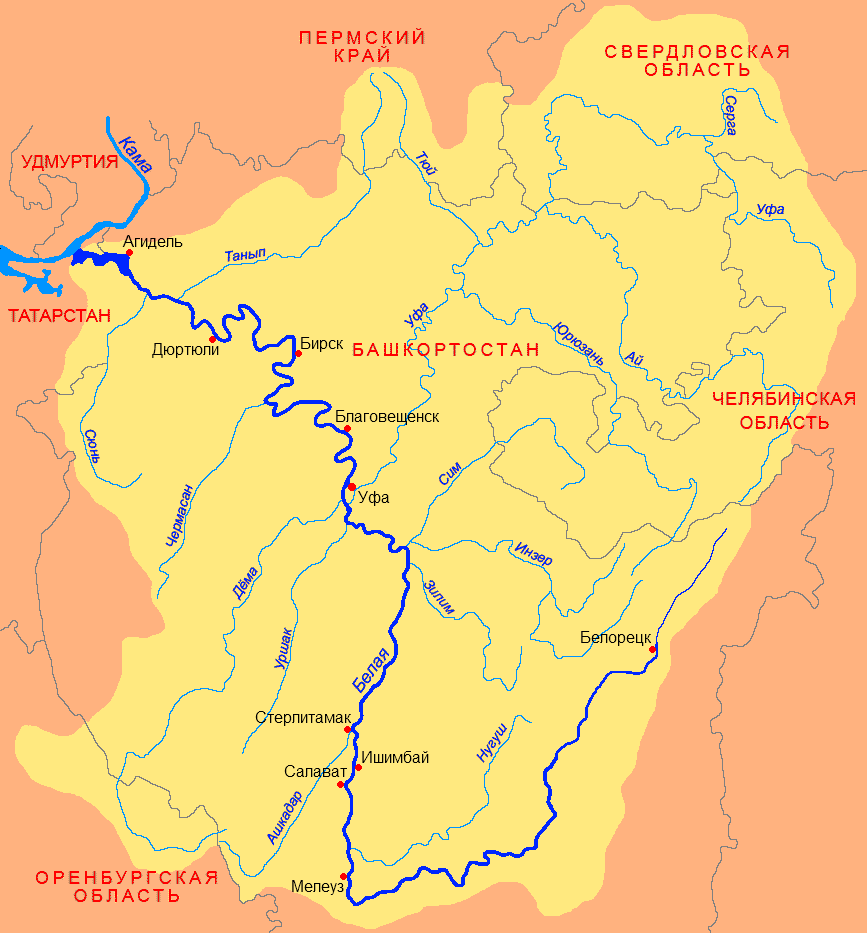
Mapa en ruso del río Bélaya (Бе́лая) —afluente del Kama— en el que aparece arriba a la izquierda Aguidel (Агиде́ль)

Se fundó en 1980 como un asentamiento para apoyar la central nuclear cercana. En 1991 obtuvo el estatus de ciudad.